# Wiktor Alexandrowitsch Kabanow

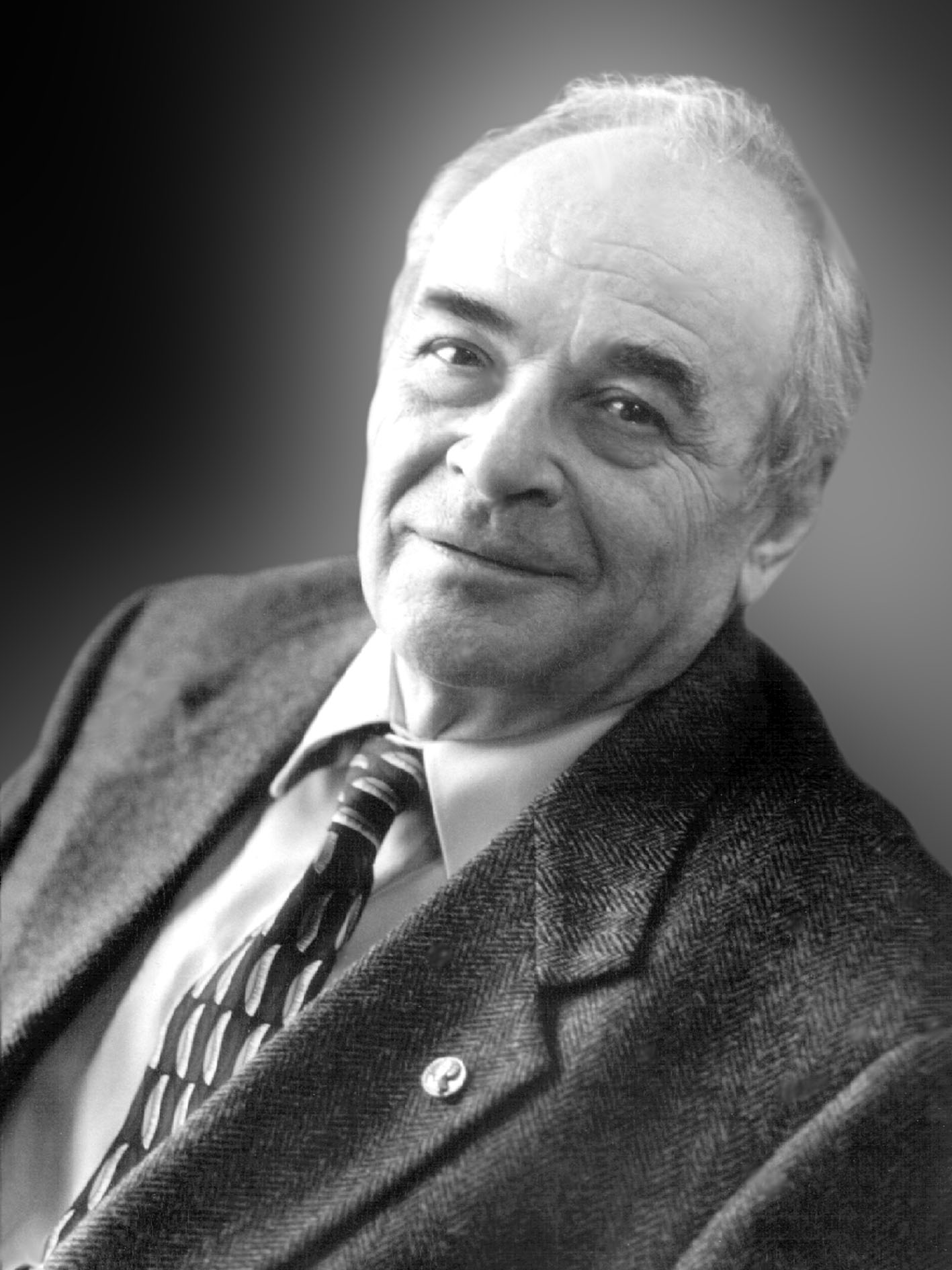
Wiktor Alexandrowitsch Kabanow

Wiktor Alexandrowitsch Kabanow (russisch Ви́ктор Алекса́ндрович Кабано́в; * 15. Januar 1934 in Moskau; † 31. März 2006 ebenda) war ein russischer Chemiker, Polymerchemiker und Hochschullehrer.

## Leben
Kabanow, Sohn des Physiologen Alexander Nikolajewitsch Kabanow, studierte Chemie an der Lomonossow-Universität Moskau (MGU) mit Abschluss 1956. Anschließend arbeitete er als Wissenschaftlicher Mitarbeiter am dortigen Lehrstuhl für Polymerchemie unter W. A. Kargin. 1960 wurde er zum Kandidaten der Chemischen Wissenschaften und 1966 zum Doktor der Chemischen Wissenschaften promoviert. 1968 wurde er Korrespondierendes Mitglied der Akademie der Wissenschaften der UdSSR (AN-SSSR). Ab 1970 leitete er den Lehrstuhl für Polymerchemie der MGU. 1972–1977 gab er die russische Enzyklopädie der Polymere heraus und zusammen mit anderen die russische Fachzeitschrift Polymere.
1975 wurde Kabanow Stellvertretender Akademie-Sekretär der Sektion für Allgemeine und Technische Chemie der AN-SSSR. 1987 wurde er Akademie-Vollmitglied. Seit 1988 war er Mitglied des Präsidiums der AN-SSSR (seit 1991 Russische Akademie der Wissenschaften (RAN)). 1988–2002 hatte er den Vorsitz des Wissenschaftlichen Rates für Polymerchemie der AN-SSSR/RAN. 1990–2006 war er Hauptherausgeber der Verhandlungen der Akademie der Wissenschaften. 1991 wurde er Akademie-Sekretär der Sektion für Allgemeine und Technische Chemie der RAN und 2002 Akademie-Sekretär der Sektion für Chemie und Materialwissenschaften der RAN.
Kabanow war einer der weltweit führenden Polymerchemiker. Seine Hauptarbeitsgebiete waren die Kinetik und der Mechanismus der Polymerisation, die Interpolymerkomplexe und die Polymer-Elektrolyt-Reaktionen, die Modellierung der Biopolymere und die Bildung der biologisch aktiven Polymer-Reagenzien (darunter auch die künstlichen Immunogene), die Polymer-Metallkomplexe und die Gel-immobilisierten Metallkomplex-Katalysatoren.
1986–1987 beteiligte sich Kabanow mit den Mitarbeitern seines Lehrstuhls an den Arbeiten zur Begrenzung der Auswirkungen der Nuklearkatastrophe von Tschernobyl. Er entwickelte ein Polymermaterial zur Verhinderung der Ausbreitung des radioaktiven Staubes im Katastrophengebiet bis zur Serienproduktion.
1977–1981 war er als erster Russe Präsident der Sektion für Makromoleküle der International Union of Pure and Applied Chemistry. Er wurde 1989 ausländisches Mitglieder der Académie royale des Sciences, des Lettres et des Beaux-Arts de Belgique, 1991 Mitglied der Academia Europaea und 2002 ausländisches Mitglied der Nationalen Akademie der Wissenschaften der Ukraine.
Kabanows Grab befindet sich auf dem Moskauer Nowodewitschi-Friedhof. Er war verheiratet mit der Bolschoi-Theater-Ballerina A. A. Nersesowa. Ihr Sohn ist der Chemiker Alexander Wiktorowitsch Kabanow.

## Ehrungen
- Ehrenzeichen der Sowjetunion (1975)
- Leninpreis (1980)
- Lebedew-Preis der AN-SSSR (1984)
- Orden des Roten Banners der Arbeit (1984, 1986 für Tschernobyl)
- Leninorden (1991)
- Orden der Völkerfreundschaft (1994)[5]
- Preis der Japanischen Polymer-Gesellschaft (1995)
- Ehrenprofessur der MGU (1996)
- Lomonossow-Preis (1999)
- Preis der W. E. Sokolow-Stiftung (1999)
- Verdienstorden für das Vaterland III. Klasse (1999)[6]
- Staatspreis der Russischen Föderation (2001)
- Demidow-Preis (2001)